# Herr und Frau Müller

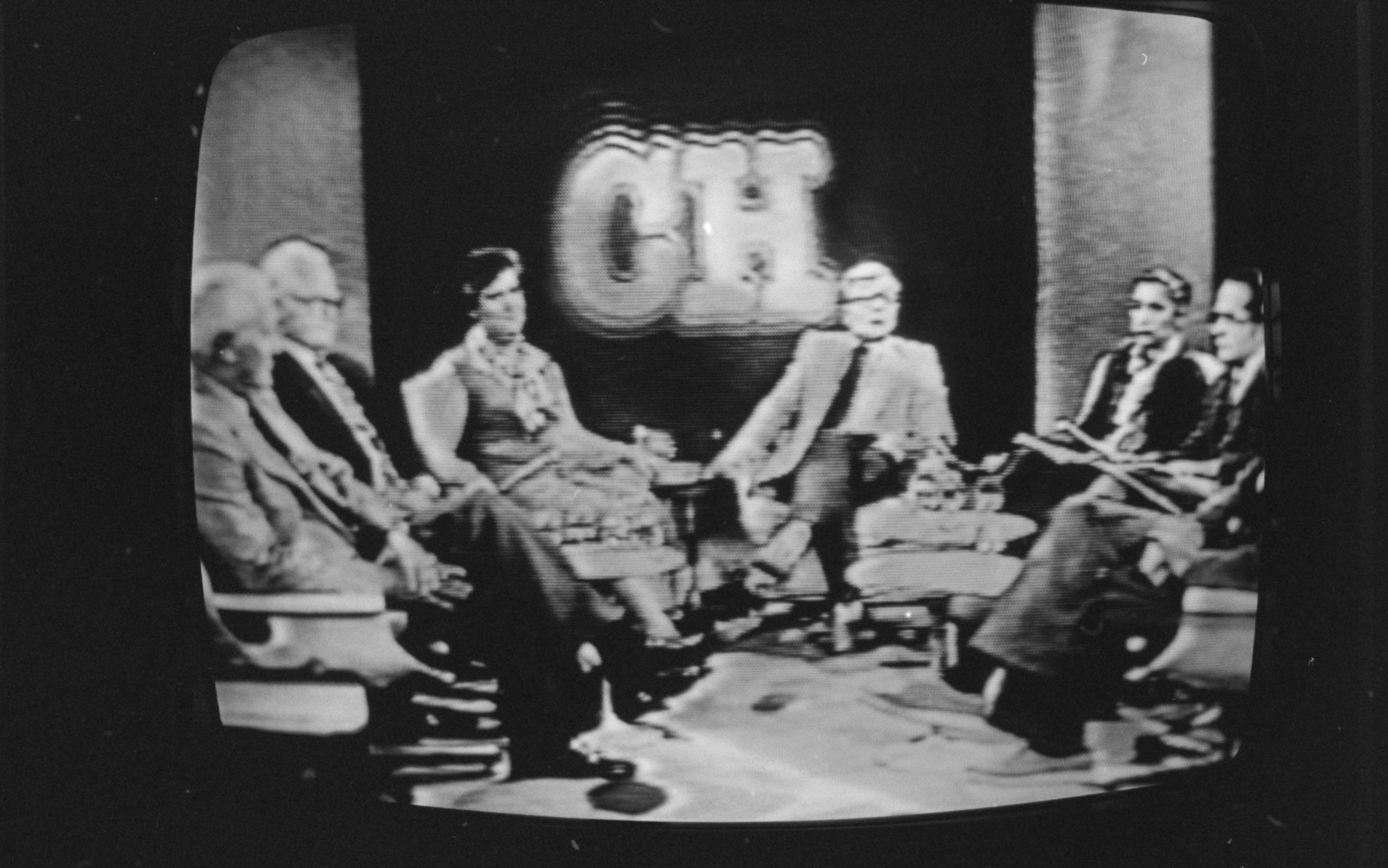
«Herr und Frau Müller» im Schweizer Fernsehen, von links: Rolf Bertschi, Hans Frick, Emilie Lieberherr, Jan Kriesemer (TV-Gesprächsleiter), «Anna» und «Hans Müller»

Anna und Hans Müller (auch Herr und Frau Müller) war das Pseudonym zweier Aktivisten der Zürcher Jugendunruhen, die in der Schweizer Talkshow CH-Magazin vom 15. Juli 1980 auftraten. Die Episode gilt als einer der grössten TV-Skandale in der Deutschschweiz.
Die beiden Aktivisten trafen in der Talkshow auf zwei Zürcher Stadträte, den Polizeikommandanten der Stadt Zürich sowie den Stadtzürcher SP-Präsidenten. Statt sich für die Ziele der Aktivisten einzusetzen, spielten die beiden die Rolle besorgter Bürger und forderten wider Erwarten repressivere Massnahmen gegen die Aktivisten. Diese paradoxe Intervention von Herrn und Frau Müller führte in der Sendung zur Eskalation. Die anwesende Stadträtin drohte, die Livesendung zu verlassen. Bürgerliche Kreise reagierten im Nachgang zur Sendung mit grosser Empörung. 

## Ausgangslage
Nachdem der Zürcher Stadtrat im Mai 1980 einen Kredit für die Renovation des Zürcher Opernhauses sprach, wurde das unter Jugendlichen als Provokation empfunden und es entbrannten in Folge in Zürich Jugendunruhen. Die Forderungen der Jugend nach der Legalisierung und Unterstützung eines autonomen Jugendzentrum «AJZ» in der Nähe des Hauptbahnhofes wurden vom Stadtrat gleichzeitig abgelehnt. Die sogenannten «Bewegten» aus der Jugendszene lieferten sich mit der Polizei mehrere Wochen lang an diversen Tagen stundenlang Strassenschlachten, warfen mit Steinen Schaufenster ein und zündeten Autos an. Die Unruhen in den 1980er Jahren gipfelten im sogenannten «Opernhaus-Krawall» am 30. Mai vor dem Opernhaus.
Die Aktivisten dieser Zürcher Jugendunruhen verschlossen sich den Zürcher bzw. Schweizer Medien zunächst. Dies änderte erst die Anfrage des Deutschschweizer Fernsehens, die den Aktivisten die freie Wahl der delegierten Personen überliess. Als Herr und Frau Müller gingen zwei Aktivisten ins Studio. Herr Müller, mit richtigem Namen Fredy Meier, äusserte sich 2019 für einen Dokumentarfilm zu jener Sendung und ihren Folgen. Fredy Meier ist im Frühsommer 2023 im Alter von 67 Jahren verstorben. Frau Müller hiess mit bürgerlichem Namen Hayat Jamal Aldin.

## Verlauf der Talkshow
Herr und Frau Müller wurden am 15. Juli 1980 zusammen mit den Stadträten Emilie Lieberherr und Hans Frick (LdU), Rolf Bertschi (Polizeikommandant der Stadt Zürich) sowie dem Stadtzürcher SP-Präsidenten Leonhard Fünfschilling in die Sendung CH-Magazin des Schweizer Fernsehens eingeladen. Moderiert wurde die Sendung von Jan Kriesemer.
Die Stadträte und der Polizeipräsident äußerten vor allem Vorwürfe in Richtung der Jugendaktivisten, während Fünfschilling versuchte, auch deren Anliegen ins Gespräch zu bringen und Verständnis für sie einzufordern.
Statt sich, wie erwartet, für die Ziele ihrer Bewegung einzusetzen, überspitzten die beiden Jugendaktivisten die üblichen Empörungsäußerungen konservativer Bürger und forderten zum Beispiel den Einsatz von grösseren Gummigeschossen gegen die Aktivisten, den Einsatz der Armee oder sogar den Einsatz von Napalm. Diesen Rollentausch untermauerten Herr und Frau Müller durch ihr Äusseres: Anzug, Krawatte, Bluse, traditionelle Haartracht; zusätzlich blies Herr Müller gegen Ende der Sendung mit einer Zigarre dicke Rauchwolken in die Runde. Diese paradoxe Intervention von Herrn und Frau Müller führte in der Sendung zur Eskalation. Die Stadträtin Emilie Lieberherr drohte, das Studio zu verlassen, falls der Moderator die Diskussionsrunde weiterhin nicht besser in den Griff bekomme.
Die Strategie der beiden entsprach einem Artikel in der Szenezeitschrift Stilett, und zwar in jener Ausgabe, die unmittelbar vor der Talkshow erschien:

«Wir sind dazu da, Verwirrung zu stiften, denn nur Verwirrung kann Veränderung bewirken.»

## Wirkung und Folgen
Bürgerliche Kreise reagierten im Nachgang zur Sendung mit grosser Empörung. Die missratene Talkshow gilt als einer der grössten TV-Skandale in der Deutschschweiz.
Die beiden Akteure wurden kurz darauf enttarnt. Die echten Namen der Figuren von Anna und Hans Müller wurden durch eine offizielle Mitteilung des Stadtrates Hans Frick und des Polizeikommandanten Rolf Bertschi aufgedeckt. Diese Mitteilung wurde zwei Tage nach der Talkshow in der Neuen Zürcher Zeitung publiziert.
Auch der Publizist Karl Lüönd beanspruchte 2012, für die Zeitung «Züri Leu», deren Chefredaktor er 1980 war, die Identität der beiden Aktivisten aufgedeckt zu haben. Man habe dem «Züri Leu», so seine Aussage, daher eine Persönlichkeitsverletzung unterstellt.
Anna Müller wurde im Nachgang zur Talkshow in der Schweizer Boulevard-Zeitung Blick angegriffen. Hans Müller beschrieb die Angriffe in der rückblickenden Perspektive von 2015 als «rassistisch». Tatsache ist, dass die Angriffe gegen Anna Müller heftig waren und dass die Berichterstattung über sie deutlich mehr Raum einnahm als jene über Hans Müller.
Gelegentlich wird aufgrund der Skandalsendung paradoxes Verhalten im politischen Rahmen als «Müllern» bezeichnet.